# آي إيه آر-824
آي إيه آر-824 (بالإنجليزية: IAR-824)‏ هي طائرة منافع، بستة مقاعد. أنتجت في رومانيا. من صناعة الصناع ايرونوتيكا رومانا. كان أول طيران لها في 23 مايو 1971. دخلت الخدمة في 1973، صنع منها 10 طائرة.